# Wahlen zum Repräsentantenhaus der Vereinigten Staaten 1904
Bei den Wahlen zum Repräsentantenhaus der Vereinigten Staaten 1904 wurden am 8. November 1904 die Abgeordneten des Repräsentantenhauses gewählt. In drei Staaten fanden die Wahlen bereits zwischen Juni und September statt. Die Wahlen waren Teil der allgemeinen Wahlen zum 59. Kongress der Vereinigten Staaten in jenem Jahr, bei denen auch ein Drittel der US-Senatoren gewählt wurden. Gleichzeitig fand auch die Präsidentschaftswahl des Jahres 1904 statt, die der republikanische Amtsinhaber Theodore Roosevelt gewann.
Zu dieser Zeit bestanden die Vereinigten Staaten aus 45 Bundesstaaten. Es waren 386 Abgeordnete zu wählen. Die Sitzverteilung basierte auf der Volkszählung von 1900.
Bei der Wahl konnten die Republikaner ihre bereits bestehende Mehrheit um 44 Mandate ausbauen. Mit nunmehr 251 Sitzen verfehlten sie die Zweidrittelmehrheit nur knapp. Auf der anderen Seite verloren die Demokraten 41 Sitze. Erstmals seit 1826 waren keine Abgeordneten Mitglieder einer Splitterpartei oder sonstigen Gruppierung. Hauptgründe für den republikanischen Wahlsieg waren die Popularität von Präsident Theodore Roosevelt sowie die positive Wirtschaftslage.
Wahlberechtigt und wählbar waren nur Männer. Frauen waren noch bis 1920 auf Bundesebene von Wahlen ausgeschlossen. Vor allem in den Südstaaten war das Wahlrecht durch Gesetze eingeschränkt, die das Wahlrecht an ein bestimmtes Steueraufkommen knüpften. Dadurch wurden ärmere Weiße, vor allem aber viele Afro-Amerikaner vom Wahlrecht ausgeschlossen.

## Wahlergebnis
- Demokratische Partei 135 (176) Sitze
- Republikanische Partei 251 (207) Sitze
- Sonstige: 0 (3) Sitze
- Gesamt: 386 (386)

In Klammern sind die Ergebnisse der letzten Wahl zwei Jahre zuvor. Veränderungen im Verlauf der Legislaturperiode, die nicht die Wahlen an sich betreffen, sind bei diesen Zahlen nicht berücksichtigt, werden aber im Artikel über den 59. Kongress im Abschnitt über die Mitglieder des Repräsentantenhauses bei den entsprechenden Namen der Abgeordneten vermerkt. Das Gleiche gilt für Wahlen in Staaten, die erst nach dem Beginn der Legislaturperiode der Union beitraten. Daher kommt es in den Quellen gelegentlich zu unterschiedlichen Angaben, da manchmal Veränderungen während der Legislaturperiode in die Zahlen eingearbeitet wurden und manchmal nicht.